# Saint-Malo-de-Guersac
Saint-Malo-de-Guersac là một xã thuộc tỉnh Loire-Atlantique, trong vùng Pays de la Loire ở phía tây nước Pháp. Xã này nằm ở khu vực có độ cao trung bình 15 mét trên mực nước biển. Theo điều tra dân số năm 2005 của INSEE, xã có dân số 3085 người.
Thị trấn có cự ly 15 km (9,3 mi) so với Saint-Nazaire.

## Liêt kết ngoàis
- (tiếng Pháp) Quid Lưu trữ ngày 21 tháng 7 năm 2009 tại Wayback Machine
- Coordinates[liên kết hỏng]
- Map[liên kết hỏng]